# サン＝パトリス＝デュ＝デゼール
サン＝パトリス＝デュ＝デゼール （Saint-Patrice-du-Désert）は、フランス、ノルマンディー地域圏、オルヌ県のコミューン。

## 地理
コミューンは、アンデーヌ地方、バ・メーヌ地方、ウルム地方と境を接している。
町はラ・フェルテ＝マセの南東8km、クトランの北8.5km、カルージュの西15kmのところにある。

## 由来
地名は1373年にSanctus Patriciusであったことが証明されている。教区と教会は、アイルランド島から来た福音伝道者パトリキウスに捧げられている。
地名学上、Désertという言葉は通常、未開の地、未耕作の土地を表すため使われるため、この地では人が農業をし定住するのが遅かったことになる。
フランス革命期の国民公会時代には、コミューンはル・デゼール（Le Désert）と呼ばれていた。

## 人口統計
2017年時点のコミューンの人口は199人で、2012年当時の人口より3.4%減少した
| 1962年 | 1968年 | 1975年 | 1982年 | 1990年 | 1999年 | 2005年 | 2010年 | 2017年 |
| ------ | ------ | ------ | ------ | ------ | ------ | ------ | ------ | ------ |
| 268    | 238    | 233    | 198    | 193    | 197    | 188    | 198    | 199    |

参照元:1962年から1999年までは複数コミューンに住所登録をする者の重複分を除いたもの。それ以降は当該コミューンの人口統計によるもの。1999年までEHESS/Cassini、2006年以降INSEE